# Kiyohara Yukinobu

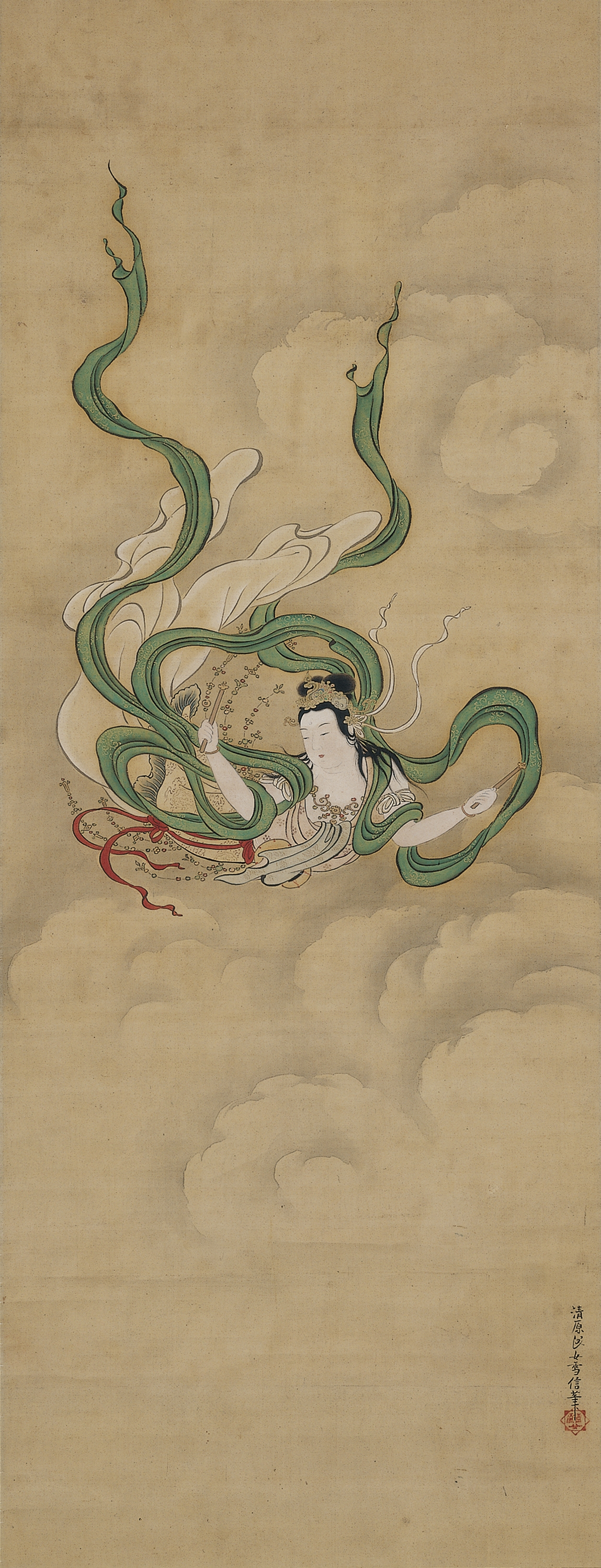
Tennyo hisho, Kunstmuseum Minneapolis

Kiyohara Yukinobu (japanisch 清原 雪信; geboren 1643?; gestorben 5. Juni 1682) war eine japanische Malerin und führende Künstlerin der Kanō-Schule. Sie malte in der Stilrichtung des Yamato-e. Bekannt ist sie für eine Vielzahl von Darstellungen beachtenswerter Frauenpersönlichkeiten Japans, wie Murasaki Shikibu u. a.

## Leben
Über Yukinobus Leben ist nicht viel bekannt. Sie wurde ca. 1643 als Tochter des Malers Kusumi Morikage und von Kuni(ko), einer Nichte von Kanō Tan’yū geboren. Die Familie lebte in Kyōto, wo Yukinobu von ihrem Vater ausgebildet wurde.
Yukinobu heiratete Kiyohara Hirano Morikiyo, einen Schüler der Kanō-Schule und verbrachte ihr Leben in Kyōto. Sie hinterließ ein umfangreiches Werk.
Yukinobu starb 1682 im Alter von ca. 40 Jahren.

## Werke (Auswahl)
- Kachō-zu (花鳥図), zwei Hängerollen, 102,7 × 42,7 cm, Nationalmuseum Tokio
- Kachō-zu byōbu (花鳥図屏風), zwei Wandschirme aus je sechs Teilen, 87,2 × 254,6 cm, Kunstmuseum Itabashi
- Shiki kachō-zu byōbu (四季花鳥図屏風), 99,6 × 267,6 cm, Wandschirm aus sechs Teilen, Privatbesitz
- Kannon-zu (観音図), Seide, Nationalmuseum Kyōto
- Genji Monogatari gajō (源氏物語画帖), Tokugawa-Kunstmuseum
- Nonomiya-zu (野宮図), 36,5 × 54,2 cm, Historisches Museum Saiku
- Nyōbō Sanjūrokkasen utaawase gajō, Seide, Miho Museum
- Kagari bi-zu (篝火図) im Besitz der Schulbehörde von Amgasaki
- Kibi keshō-zu (貴妃化粧図) im Besitz der Schulbehörde von Amgasaki
- Hyakuen Kannon-zu (白衣観音図), im Besitz der Schulbehörde von Amgasaki
- Murasaki Shikibu-zu (紫式部図), Seide, 33,7 × 54,5 cm
- Kiku jidō-zu (菊慈童図), Seide, 96,0 × 36,1 cm
- Kogō (小督図),[Anm. 1] Seide, 88,0 × 32,3 cm, Museum of Fine Arts, Boston
- Han Rei to Seiji-zu (范蠡と西施図),[Anm. 2] Seide, 71,4 × 32,2 cm, Museum of Fine Arts, Boston
- Yokihi-zu (楊貴妃図, Yang Guifei Giving her Hair Ornaments to a Messenger), Seide, 33,0 × 55,6 cm, Museum of Fine Arts, Boston
- Kara bijin-zu (唐美人図, Chinese Lady), Seide, 99,8 × 42,9 cm, Museum of Fine Arts, Boston
- Seiobo (西王母, Xiwangmu, the Queen Mother of the West), Seide, 94,9 × 39,7 cm
- linke Seite und rechte Seite und (桃柳に小禽図, Bird in Willow Tree (links) und Bird in Peach Tree (rechts)), zwei Hängerollen, Museum of Fine Arts, Boston
- Botan-zu (牡丹図, Peony), Seide, 99,1 × 40,6 cm, Museum of Fine Arts, Boston
- Ogawa ni renjaku sakuradake-zu (小川に連雀桜竹図, Waxwings, Cherry Blossoms and Bamboo), Seide, 99,4 × 41,6 cm, Metropolitan Museum of Art
- Monju on a Lion (文殊菩薩像), Seide, 62,39 × 36,2 cm, Minneapolis Institute of Art
- Flying Celestial, Tusche, Farbe und Gold auf Seide, 116,52 × 44,77 cm, Minneapolis Institute of Art
- Poetess Ono-no-Komachi (小野小町図), Seide, 88,9 × 33,97 cm, Minneapolis Institute of Art
- Lord on horseback (Crossing at Sano) (佐野渡図), Seide, 89,2 × 31,5 cm, Freer Gallery of Art

## Galerie

Frühlingslandschaft
Herbstlandschaft
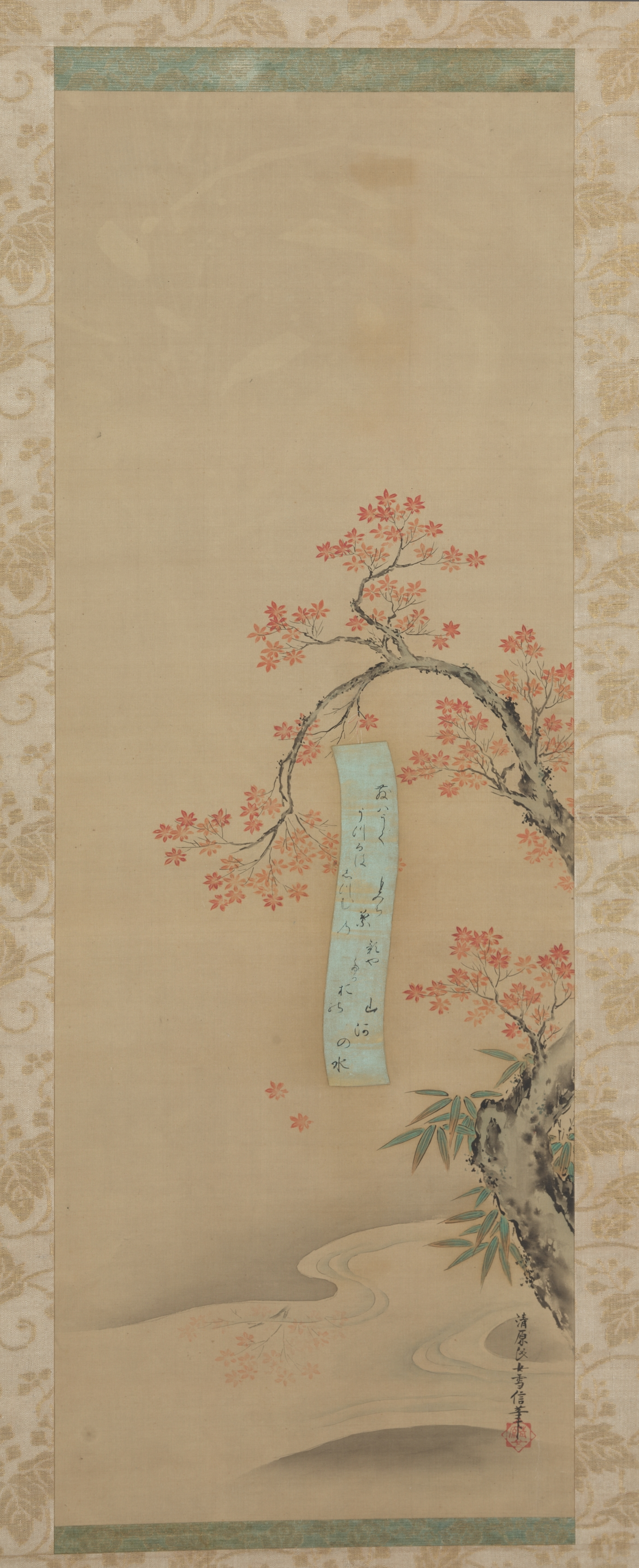
Herbst in Takao
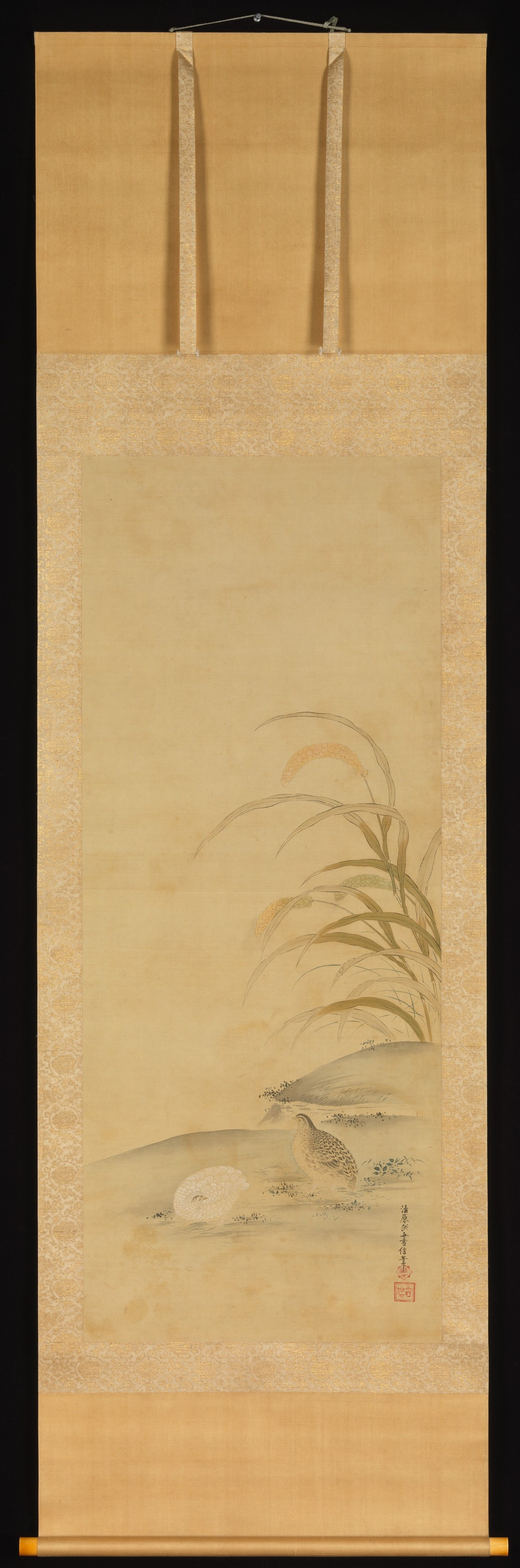
Wachtel und Hirse